# Persoonia rigida
Persoonia rigida är en tvåhjärtbladig växtart som beskrevs av Robert Brown. Persoonia rigida ingår i släktet Persoonia och familjen Proteaceae. Inga underarter finns listade i Catalogue of Life.